# Bindahara phocides
Bindahara phocides är en fjärilsart som beskrevs av Fabricius 1793. Bindahara phocides ingår i släktet Bindahara och familjen juvelvingar. Inga underarter finns listade i Catalogue of Life.

## Bildgalleri

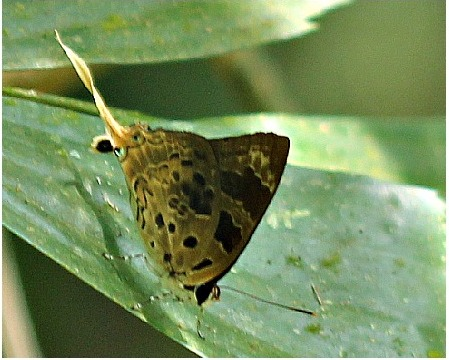